# 마리나 (텔레노벨라)
《마리나》(스페인어: Marina)는 2006년 방영된 멕시코, 미국의 텔레노벨라이다.